# Alexander Graham Bell

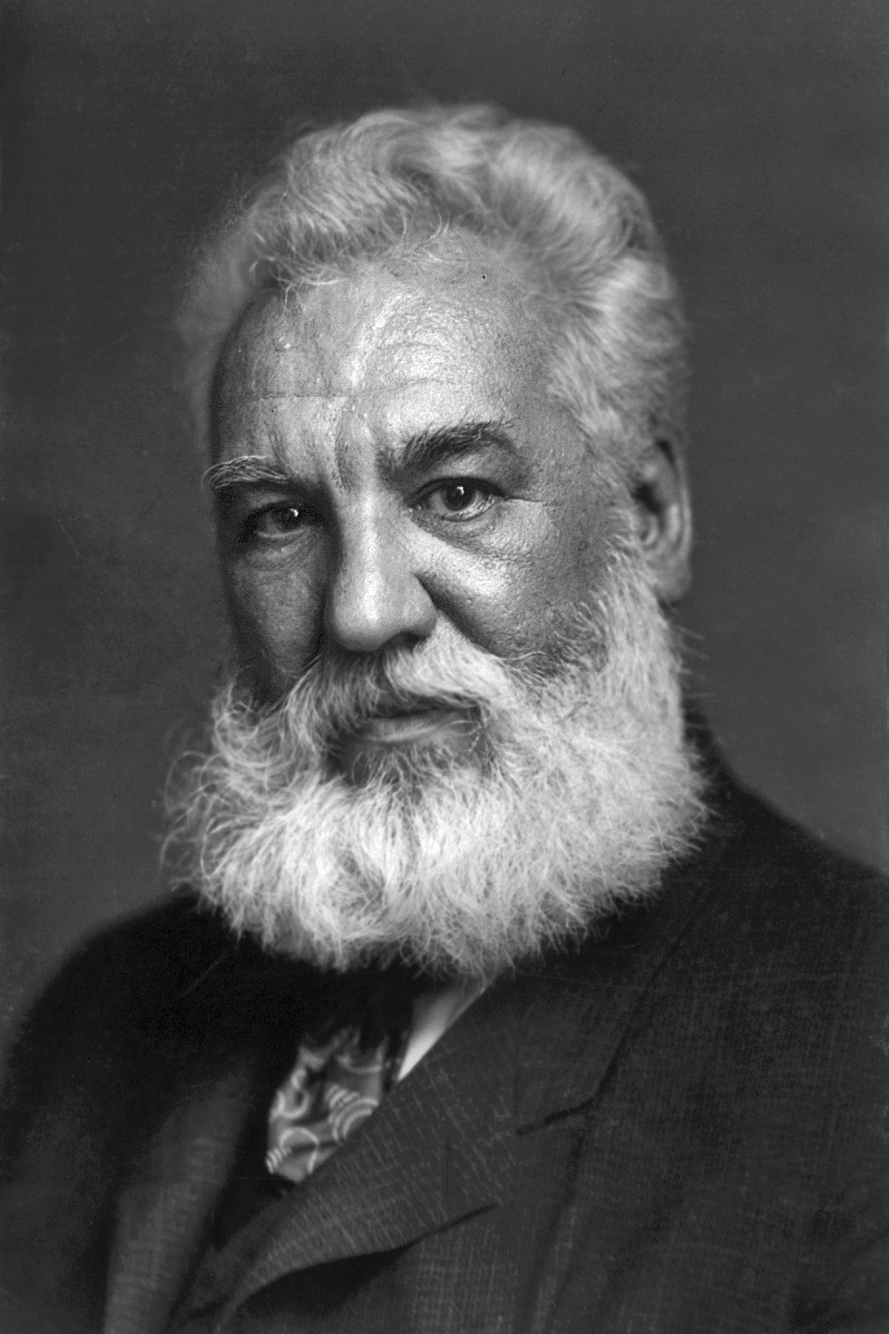
Alexander Graham Bell

Alexander Graham Bell (Edinburgh, 3 maart 1847 – Baddeck Bay (Nova Scotia, Canada), 2 augustus 1922) was een Schots-Amerikaans uitvinder, autodidact en de oprichter van de telefoonmaatschappij Bell, die uitgroeide tot de American Telephone and Telegraph Company (AT&T). Bell werd geboren in Schotland, maar emigreerde naar Canada en daarvandaan naar de Verenigde Staten. Hoewel Bell vaak wordt genoemd als uitvinder van de telefoon, is het een gedeelde uitvinding, waaraan ook Antonio Meucci, Elisha Gray en Philipp Reis een bijdrage hebben geleverd.

## Levensloop
Bell was de middelste zoon van Alexander Melvin Bell (1819-1905) en Eliza Grace Symonds (1809-1897). Hij kwam uit een familie van spraakleraren die dove kinderen leerden spreken. Zowel zijn vader als grootvader waren pioniers op dit gebied en hij volgde hun voorbeeld. Voor korte tijd studeerde hij aan de universiteit van Edinburgh en de University College London die hij beide zonder diploma verliet. Daarna gaf hij les in muziek en elocution (voordrachtskunst) aan een school in de Schotse plaats Elgin, waar hij zijn eerste studies deed naar geluid.
Vanaf 1868 werkte Bell als assistent bij zijn vader. Na het overlijden aan tuberculose van zijn twee broers, Melville James (1845-1870) en Edward Charles (1848-1867), emigreerde het gezin Bell naar Brantford, Canada. In 1871 ging Alexander naar Boston waar hij lesgaf aan dove kinderen in de school van Sarah Fuller. Hij gebruikte een methode die zijn vader had ontwikkeld: zichtbare spraak. Hierbij worden fonetische symbolen gebruikt die aangeven welke stand lippen en mond moeten innemen om bepaalde klanken te kunnen vormen. Een jaar later opende hij een school voor dovenleraren. In 1873 werd hij benoemd tot professor vocal physiology and elocution aan de Universiteit van Boston.

### Telefonie
Toen hij leraar was in Elgin raakte hij onder de indruk van het werk van de Duitse natuurkundige Hermann von Helmholtz op het gebied van geluid en elektriciteit en begon hij onderzoek te doen naar de elektronische overdracht van geluid. In Brantford zette hij – naast het geven van onderwijs – zijn onderzoek verder. Hij richtte zich voornamelijk op het zichtbaar maken van spraak en hoopte, door zijn anatomische kennis, een nieuw telegraaftoestel te maken dat meerdere berichten tegelijkertijd kon versturen.
Van de vaders van twee van zijn dove studenten, Gardiner Greene Hubbard en Thomas Saunders, verkreeg hij de benodigde financiële middelen terwijl hij technische ondersteuning kreeg van Thomas A. Watson. Op 14 februari 1876 diende Bell zijn octrooiaanvraag van de telefoon in. Hoewel uit het apparaat van Bell nauwelijks een gesproken woord kwam, werd het octrooi op 7 maart toegekend en drie dagen later sprak Bell tegen zijn assistent de historische woorden in zijn telefoon: Mr. Watson, come here. I want to see you. Watson, die in een andere kamer van het huis verbleef, kwam direct.
De door Bell beschreven microfoon bestaat uit een elektromagneet met daarvoor een strakgespannen membraan. Zodra het membraan door spraak in trilling wordt gebracht, worden er stromen geïnduceerd in de windingen van de elektromagneet. Aan de andere kant van de lijn bevindt zich een identiek apparaat, maar dan net andersom, waarin de elektrische wisselstromen worden omgezet in geluid: de luidspreker.
Omdat het telegrafiebedrijf Western Union zijn uitvinding niet wilde kopen, richtte Bell samen met zijn financier Hubbard in 1877 de Bell Telephone Company op, die later zou uitgroeien tot een van 's werelds grootste bedrijven.

### Octrooioorlog
De toekenning van het octrooi voor de telefoon aan Bell was omstreden en ging gepaard met de nodige rechtszaken. Zo kwam de Duitser Philipp Reis in 1860 met het eerste concept voor het maken van een telefoonverbinding, ook de naam telephon is van Reis. Maar omdat Reis gebruik maakte van een onderbroken stroom (via een aan-uit-schakelaar) bracht zijn ontvanger een onduidelijk geluid voort. Het bleef voor Reis bij een experiment.
In 1871 wilde de Italiaanse immigrant Antonio Meucci een patent aanvragen voor zijn teletrophone, maar omdat hij het benodigde geld niet had, bleef het bij een aanvraag die al na drie jaar afliep en wegens verder geldgebrek ook niet door Meucci werd verlengd. Zijn rechtszaak tegen Bell eindigde toen Meucci in 1889 overleed. Later kreeg hij alsnog postuum eerherstel nadat het Amerikaanse Huis van Afgevaardigden verklaarde dat als Meucci de octrooiaanvraag had kunnen indienen, Bell geen octrooi op de uitvinding van de telefoon had kunnen krijgen.
Onafhankelijk van Bell werkte in Amerika ook Elisha Gray aan de harmonische telegraaf en hij kwam net als Alexander op het spoor van de telefoon. Maar toen Gray zijn uitvinding wilde patenteren was hij te laat: twee uur daarvoor had Bell zijn octrooiaanvraag ingediend. In eerste instantie betwistte Gray het octrooi van Bell niet omdat hem werd verteld dat de telefoon een onbelangrijke zijsprong was van het oorspronkelijke doel: de telegraaf verbeteren. Dit veranderde nadat bij de anderen de betekenis van de telefoon duidelijk werd. Het gevolg was een jarenlange juridische strijd tussen de beide uitvinders, waar ze elkaar over en weer van plagiaat en diefstal beschuldigden. Meer dan 600 verloren rechtszaken werden er tegen Bell aangespannen, waaronder vele van Gray.
De verdienste van Bell was echter dat hij van de telefoon een commercieel succes maakte. Hij slaagde erin op basis van zijn werk en dat van zijn voorgangers een telefoontoestel te ontwikkelen dat niet alleen in een laboratorium-omgeving werkte, maar dat in elke huiskamer gebruikt kon worden.

### Volta-laboratorium
Belangrijk voor Bell bleef zijn werk als spraakleraar en het lesgeven aan doven en spraakgehandicapten. Om dit werk te kunnen blijven doen, nam hij in 1880 ontslag bij wat inmiddels de American Bell Telephone Company was gaan heten. In datzelfde jaar ontving hij van Frankrijk de prix Volta en het bijbehorende geldbedrag van 50.000 frank gebruikte hij voor de oprichting van het Volta Laboratory in Washington D.C. Hier vond hij samen met Charles Tainter de fotofoon uit: een apparaat om geluid via lichtstralen over te brengen. Twee jaar later, op 10 november 1882, werd Bell Amerikaans staatsburger.
Andere technische ontwikkelingen waar de naam van Bell aan verbonden is, zijn een primitieve metaaldetector om metalen voorwerpen (kogels) in het menselijke lichaam op te sporen, een soort ijzeren long voor patiënten met ademhalingsproblemen en de grafofoon: een verbeterde versie van Edisons fonograaf met een in carnaubawas graverende opnamekop. Ook verrichtte hij tussen 1896 en 1910 experimenten op het gebied van luchtvaart.

### Overig
Bell was een actieve voorstander van de eugenetica-beweging in de Verenigde Staten. Hij was de erevoorzitter van het Tweede Internationale Congres van Eugenetica te New York in 1921. Bell lobbyde voor het invoeren van wetten voor gedwongen sterilisatie van mensen met genetische defecten. Volgens hem vielen daaronder doven, criminelen en geestelijk gehandicapten. Ook wilde hij doven verbieden om als leraar te werken op dovenscholen en met elkaar te trouwen. Dit maakte hem, samen met zijn voortdurende campagne tegen gebarentaal, niet bepaald geliefd in de dovengemeenschap. Toch had hij een betrekkelijk goed contact met Helen Keller en haar gouvernante Anne Sullivan.
In aanverwant werk richtte hij in 1914 het Genealogical Record Office op, een genealogische afdeling van het Volta Bureau in Washington D.C., waarbij zijn eigen werk zich toespitste op onderzoek naar erfelijke factoren bij het behalen van een hoge ouderdom. Zijn bevindingen uit dit onderzoek publiceerde hij in 1918, met de conclusie dat lang leven op zich geen erfelijke eigenschap was en dat hoewel nakomelingen van lang levende mensen zelf meestal ook langer dan gemiddeld leefden, dit waarschijnlijk het gevolg was van andere erfelijke eigenschappen zoals krachtigheid en weerstand tegen ziektes.

### Privé

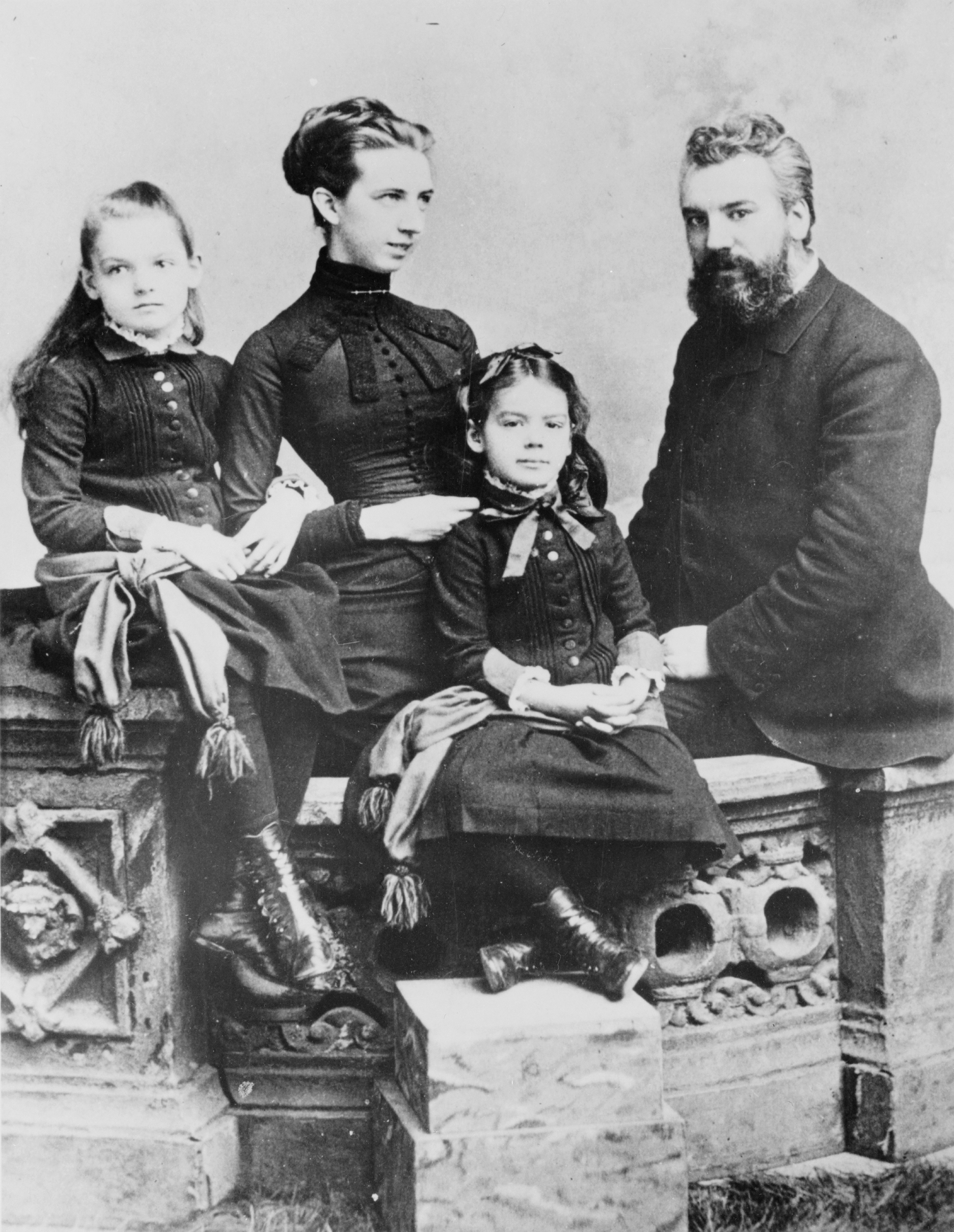
A.G. Bell met zijn gezin

Bell was gehuwd met Mabel Gardiner Hubbard, een van zijn dove studentes en enig overgebleven kind van zijn financier Gardiner Greene Hubbard. Uit het huwelijk werden twee meisjes geboren, Elsie May (1878) en Marian "Daisy" Bell (1880). Twee jongens overleden kort na hun geboorte in 1881 en 1883.
Tijdens Bells begrafenis stopten alle telefoonbedrijven in Noord-Amerika voor een minuut hun dienstverlening.

## National Geographic Society
Bell was stichtend lid van de National Geographic Society, uitgever van het National Geographic Magazine.

## Trivia
- Naar Bell is de eenheid voor logaritmische vermogensverhoudingen de bel (B) genoemd. De bekendere afleiding daarvan is de decibel, dB ofwel 1/10 bel.
- De Engelse popgroep The Sweet maakte eind 1971 een single met een lofzang op de uitvinding van de telefoon, getiteld Alexander Graham Bell, die een hit werd in het Verenigd Koninkrijk en Nederland.